# Pierre Van Thielt
Pierre Van Thielt fue un deportista belga que compitió en tiro con arco, en la modalidad de arco recurvo. Participó en los Juegos Olímpicos de Amberes 1920, obteniendo tres medallas, dos de oro y una de plata.

## Palmarés internacional
| Juegos Olímpicos | Juegos Olímpicos  | Juegos Olímpicos | Juegos Olímpicos             |
| Año              | Lugar             | Medalla          | Prueba                       |
| ---------------- | ----------------- | ---------------- | ---------------------------- |
| 1920             | Amberes (Bélgica) | Medalla de oro   | Pichón móvil 33 m por equipo |
| 1920             | Amberes (Bélgica) | Medalla de oro   | Pichón móvil 50 m por equipo |
| 1920             | Amberes (Bélgica) | Medalla de plata | Pichón móvil 28 m por equipo |